# The Listener (película)
The Listener es una película dramática estadounidense de 2022 dirigida por Steve Buscemi y escrita por Alessandro Camon. Está protagonizada por Tessa Thompson en el único papel en pantalla de la película como voluntaria de la línea de ayuda.
La película se estrenó en el Festival Internacional de Cine de Venecia de 2022 y fue estrenada en los Estados Unidos por Vertical Entertainment el 29 de marzo de 2024.

## Reparto
- Tessa Thompson como Beth

### Voces
- Margaret Cho como Corinne
- Rebecca Hall como Laura
- Alia Shawkat como Sharon
- Logan Marshall-Green como Michael
- Derek Cecil como Andy
- Blu del Barrio como Jinx
- Ricky Vélez como Ellis
- Jamie Héctor como Ray
- Casey Wilson como Ruby
- Bobby Soto como Chris

## Producción
The Listener es una película de drama escrita por Alessandro Camon y dirigida por Steve Buscemi. Es una coproducción estadounidense entre Olive Productions, Sight Unseen Pictures y Hantz Motion Pictures. Está protagonizada por Tessa Thompson en el único papel en pantalla de la película. El rodaje tuvo lugar en Los Ángeles entre agosto y septiembre de 2021.

## Estreno
The Listener se estrenó como película de clausura de la sección Giornate Degli Autori del Festival Internacional de Cine de Venecia 2022 el 9 de septiembre de 2022. También se proyectó como parte de la sección Industry Selects del Festival Internacional de Cine de Toronto 2022.
En febrero de 2024, Vertical Entertainment adquirió los derechos de distribución de la película en Norteamérica, Reino Unido e Irlanda, y programó su estreno en los Estados Unidos el 29 de marzo de 2024.